# Fakultet (universitet)
 For alternative betydninger, se Fakultet. (Se også artikler, som begynder med Fakultet)
Et fakultet er en afdeling af et universitet eller en anden videregående uddannelsesinstitution, normalt den øverste opdeling i institutionens organisation og ofte indeholdende et eller flere institutter eller andre underopdelinger. Hvert fakultet beskæftiger sig ofte med en bestemt overordnet faggruppe. De fire traditionelle fakulteter på europæiske universiteter er, efter forbillede fra Paris' historiske universitet: de teologiske, juridiske, medicinske og humanistiske (filosofiske) fakulteter.
I dag har universiteter typisk andre fakulteter ud over de førnævnte, f.eks. et naturvidenskabeligt og et samfundsvidenskabeligt fakultet, mens de ikke nødvendigvis har alle de fire traditionelle fakulteter.
Et eksempel på, hvordan et fakultet kan være opdelt i institutter, kan være 'Det Naturvidenskabelige Fakultet', indeholdende 'Matematisk Institut', 'Datalogisk Institut' og 'Institut for Fysik og Astronomi' mv.
Lederen af et fakultet kaldes en dekan.
Opdeling i faktulteter er ikke fastsat i universitetsloven, og det er kun halvdelen af de danske universiteter der benytter begreber fakultet i deres organisationsstruktur.